# Somogyegres
Somogyegres (bis 1931 Németegres) ist eine ungarische Gemeinde im Kreis Tab im Komitat Somogy.

## Geografische Lage
Somogyegres liegt 40 Kilometer nordöstlich des Komitatssitzes Kaposvár und 7 Kilometer südlich der Kreisstadt Tab. Nachbargemeinden sind Kánya, Bedegkér, Miklósi und Zics.

## Geschichte
Im Jahr 1913 gab es in der damaligen Kleingemeinde Németegres 98 Häuser und 518 Einwohner auf einer Fläche von 1601 Katastraljochen. Sie gehörte zu dieser Zeit zum Bezirk Tab im Komitat Somogy.

## Sehenswürdigkeiten
- Römisch-katholische Kirche Szent Fülöp és Jakab
- Szentháromság-Säule
- Weltkriegsdenkmäler für die Opfer der beiden Weltkriege

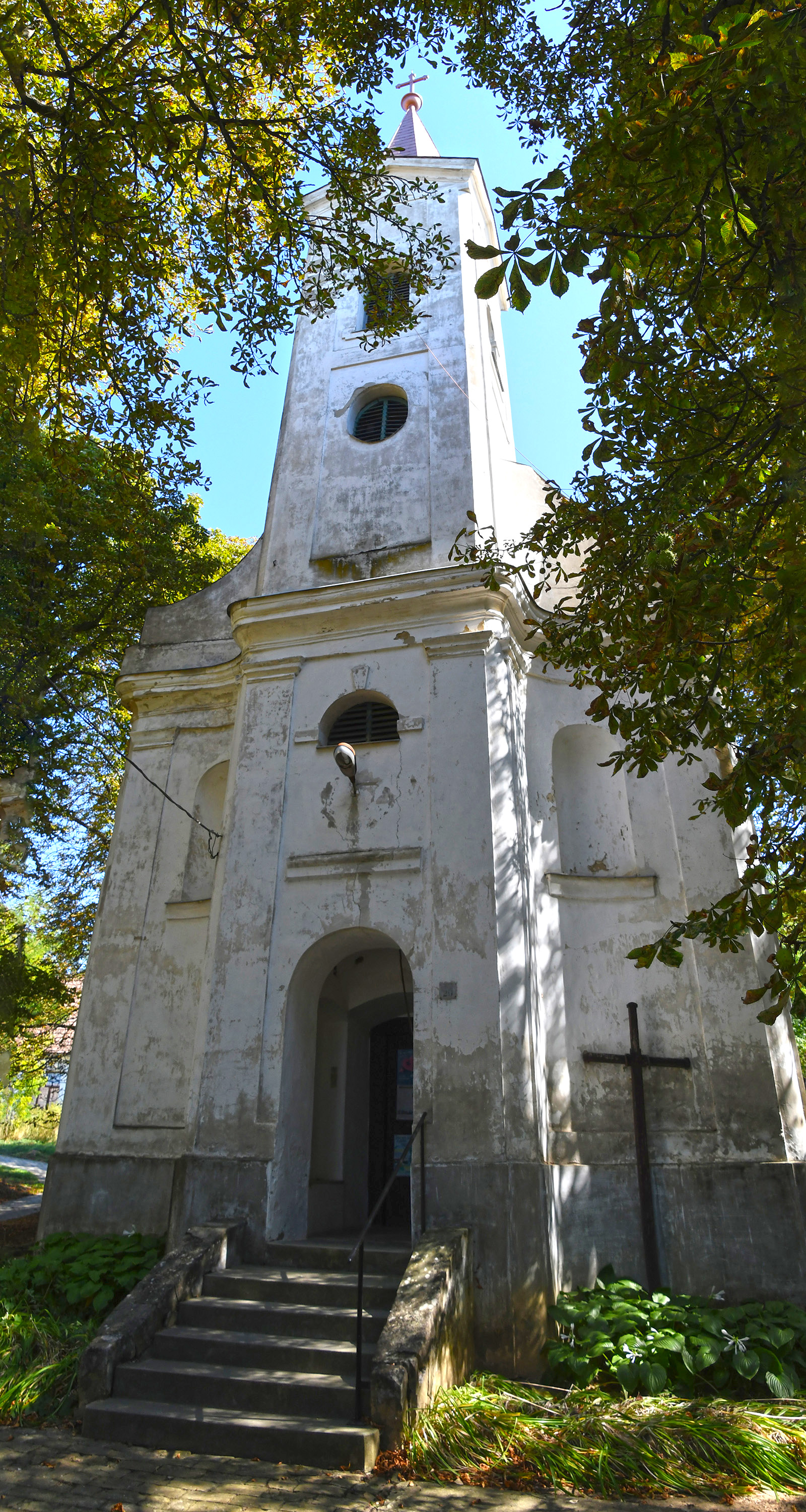
Römisch-katholische Kirche Szent Fülöp és Jakab
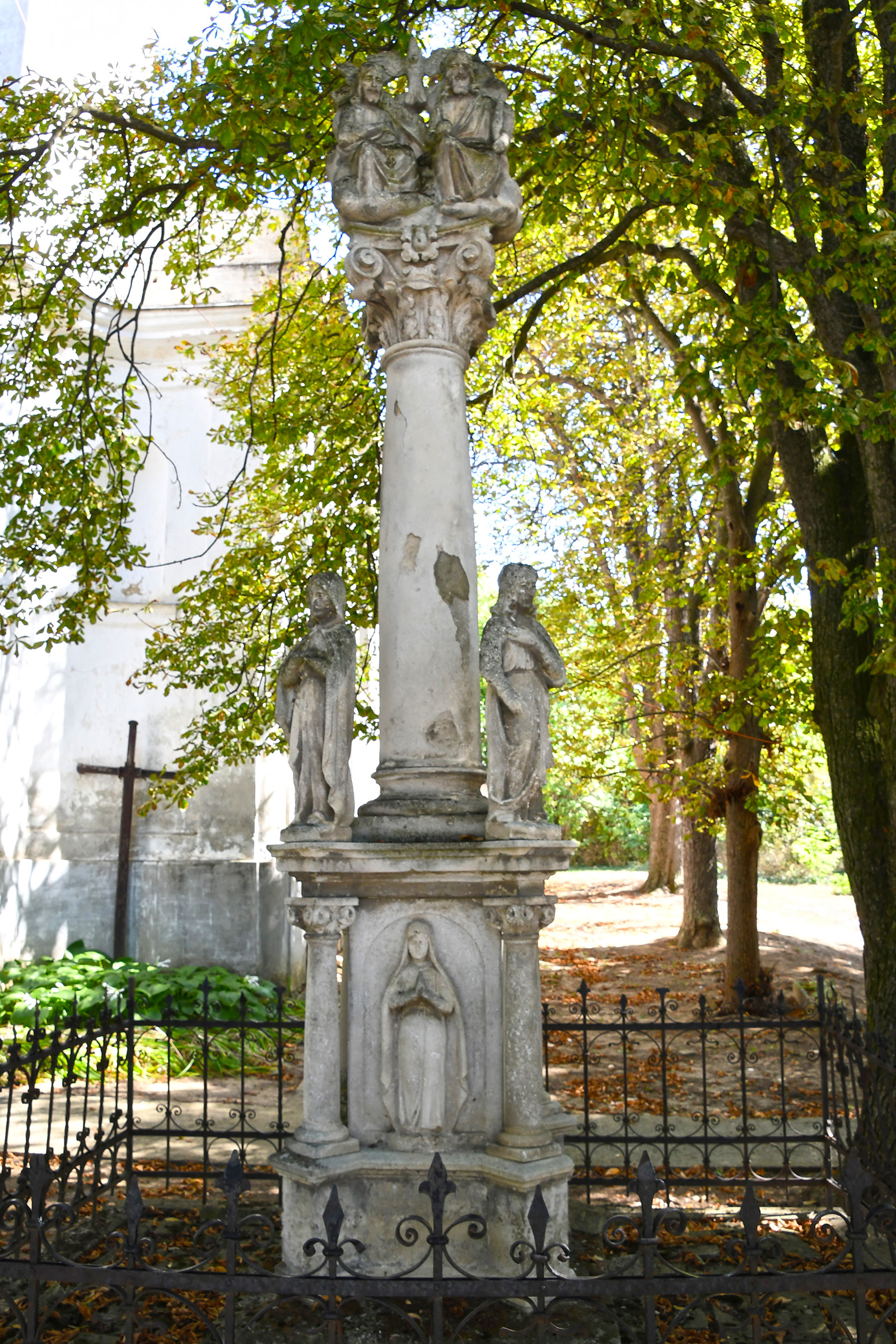
Szentháromság-Säule
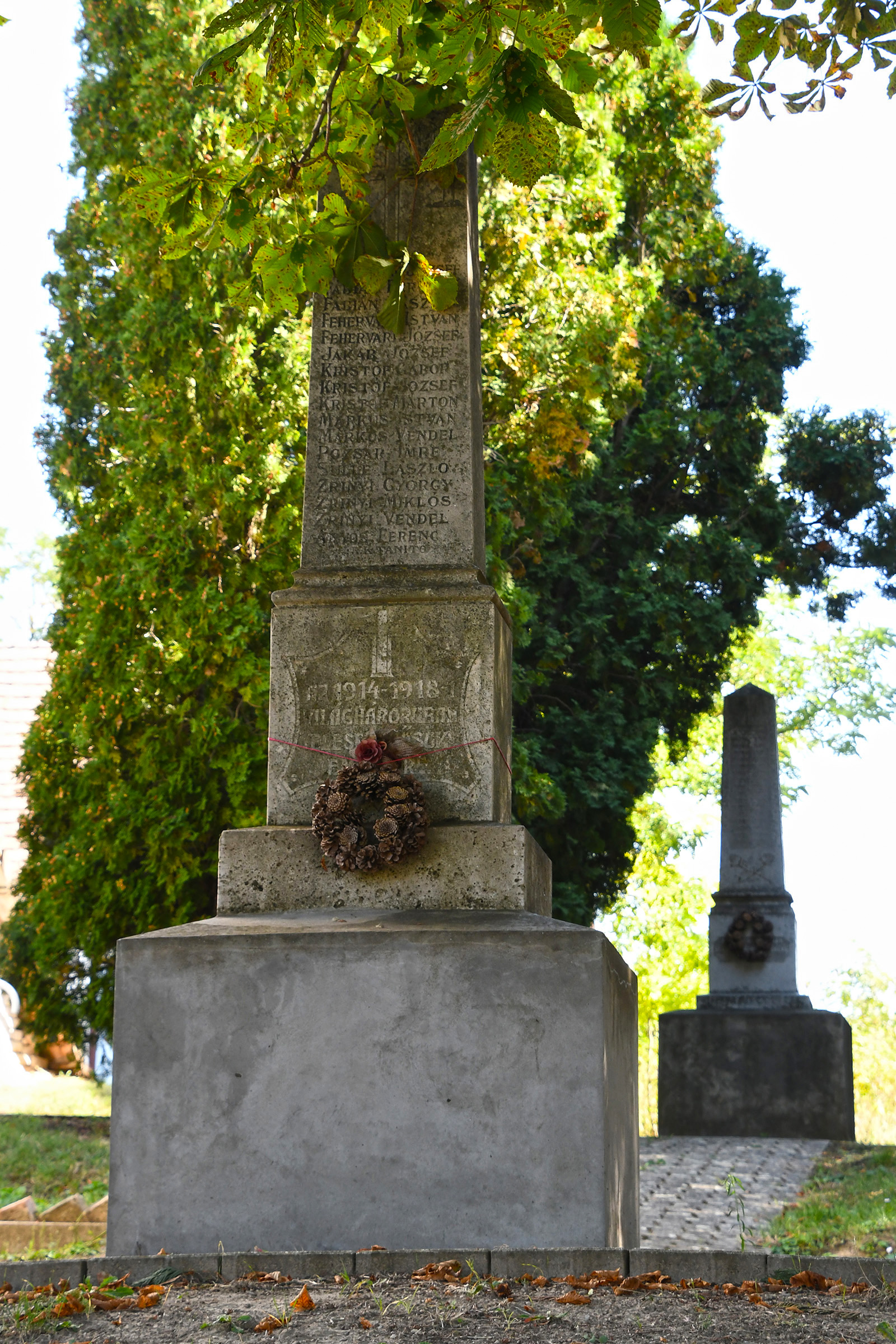
Weltkriegsdenkmal für die Opfer des Ersten Weltkriegs
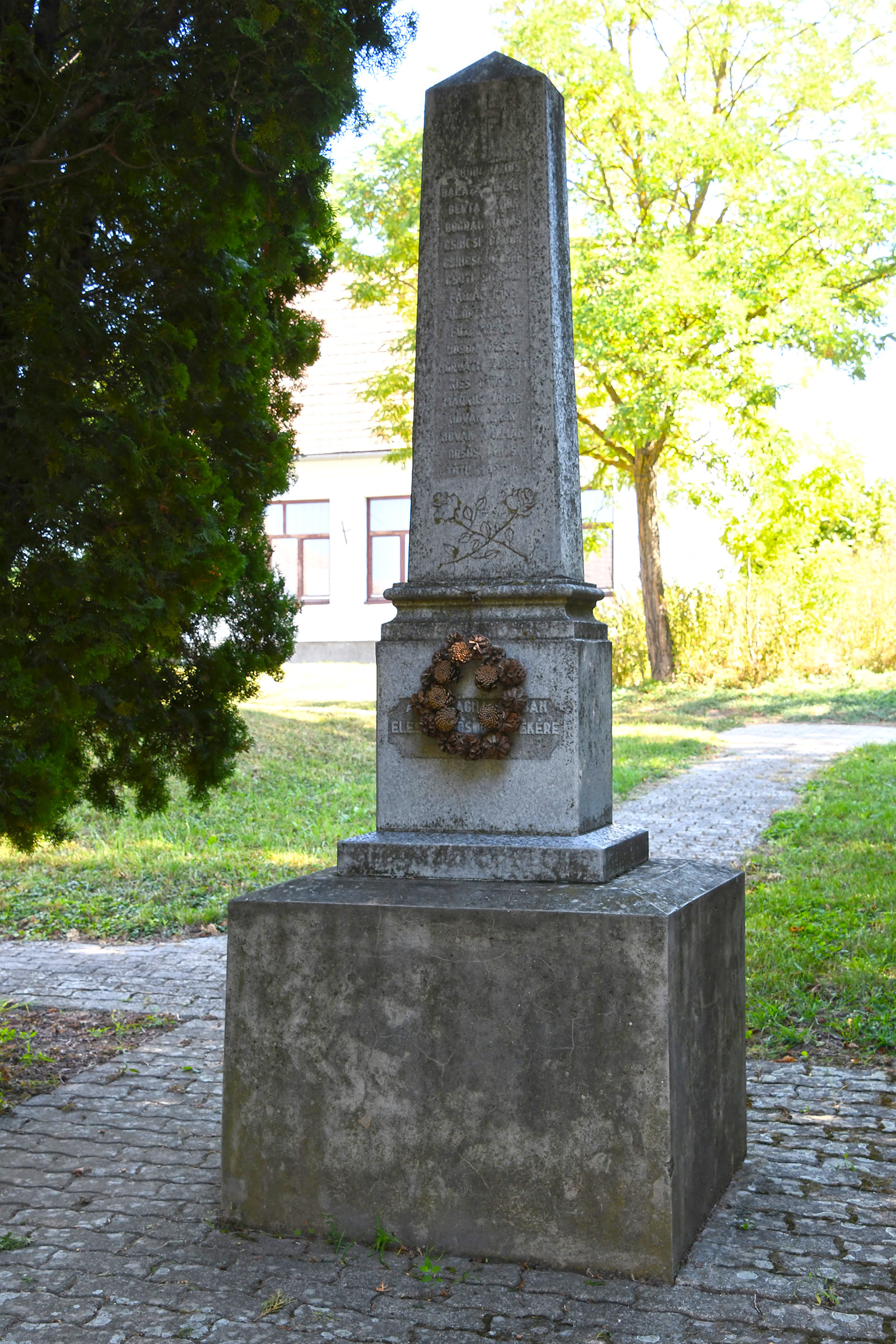
Weltkriegsdenkmal für die Opfer des Zweiten Weltkriegs

## Verkehr
Somogyegres ist nur über die Nebenstraße Nr. 66125 zu erreichen. Es bestehen Busverbindungen über Kánya nach Tab, wo sich der nächstgelegene Bahnhof befindet.